# Alpha Doradus
Alpha Doradus (8 Doradus) é uma estrela dupla na direção da Dorado. Possui uma ascensão reta de 04h 33m 59.72s e uma declinação de −55° 02′ 42.0″. Sua magnitude aparente é igual a 3.30. Considerando sua distância de 176 anos-luz em relação à Terra, sua magnitude absoluta é igual a −0.36. Pertence à classe espectral A0IIIp(Si). É uma estrela variável α² Canum Venaticorum.